# ミステリアス・キャッツ
『ミステリアス・キャッツ』は、柘植めぐみ/著、葉賀ユイ/イラストによる日本のライトノベル。2001年7月より富士見ミステリー文庫（富士見書房）から刊行されている。
同社『ドラゴンマガジン』に読み切りで短編が掲載されたことがある。

## ストーリー

### 1巻目
ある事件がきっかけで、猫に変身してしまった高校生、荻野優一。
人間の神様が怖いからと他の猫が近づかない、斑尾神社をねぐらにしている。
「アジを盗まれた」とクロが訴える猫集会から戻ってきたときに、ねぐらに入り込んでいたコゼットに驚くが、
そのアジはおなかがすいたコゼットが食べようとしていたのだった。
タイスケ、スモーク、アイン、ミナの4匹組には、アジを盗んだ犯人がユーイチだと誤解されそうになる。
泥だらけ、おなかはぺこぺこになっていたコゼットが「ある猫さんたちを探している」というのだが、
その猫さんたちというのが、目の前に居るタイスケ、スモーク、アイン、ミナの4匹組。
コゼットのお願い事は「すなこさん（飼い主の崎山砂子）を探してください」というもの。
ある事件を調べていたために誘拐されてしまったのだ。
ある事件というのが、荻野優一が猫に変身し、4匹組に出会うきっかけとなった、神社の物置の火事。
火事で犠牲になり、幽霊になったこげ茶猫に話を聞いて、犯人のアパートにたどり着いた4+1匹組は、
縛られていた崎山砂子を見つけ、縄を噛み切るミナ、犯人と格闘するタイスケとスモーク、携帯メールで助けを呼んだユーイチと大活躍。

### 2巻目
ノミと暑さに耐えかねて、神社の手水鉢に飛び込んでしまい、猫の姿では泳げなかったので溺れそうになるユーイチ。
必死に助けを呼ぶミナに気がついて助けてくれたのが、崎山砂子の家庭教師、中山春名。
連れられていった荻野動物病院で、女王さま然とした猫、マリアに出会う。
中山春名とスモークの関係が気になったユーイチは、
「ケージから出しなさい、カナ（飼い主の小谷可奈）を連れてきなさい」というマリアを放って、
中山春名のアパートまで来るが、小谷可奈を殺したという容疑で中山春名が警察に連れて行かれるのを目撃してしまう。
中山春名の無実を証明するために、マリアに話を聞きにきたユーイチだが、口と色気ではマリアに勝てずに、マリアをケージから出して、一緒に行動することに。
殺人現場である海辺のホテルまでやってきた猫たちは、幽霊になった小谷可奈に話を聞き、今度は中山春名に話を聞こうと中山春名のアパートまでやってくるが、
以前中山春名に飼われていたスモークが、マリアの話を聞いて、中山春名が犯人ではないと確信する。
小谷可奈と（偽）中山春名のアルバイト先であるカフェにもぐりこむユーイチとスモーク。
コゼットがイメージで伝えた小谷可奈の話や、小谷可奈が拾っていた指輪を手がかりに、瀬尾忠保、崎山砂子、中山春名に犯人を推理させる。
犯人の車で連れて行かれたマリアを助けに、隣町まで出かけた猫たちが、犯人の車からマリアを助け出していると、「猫が車にいたずらしている」とパトカーが呼ばれるが、
自分を迎えに来たのだと思い込んだ犯人が、猫たちを乗せたまま岸壁まで逃げていってしまう。

## 主要登場人（猫）物

### 猫
ユーイチ
とある事件がきっかけで猫になってしまった、高校生。人間だった時の本名は荻野優一（はぎの ゆういち）。レモンのように黄色い毛皮をしている。「いつか人間にもどってやる」というのが口癖。チビでにぶいので、他の猫たちが「見るに見かねて」手を貸すこともある。幽霊が見えるので、他の猫には猫霊術師（ニャクロマンサー）として期待されている。
ミナ
三毛猫。猫を治療することのできる癒しの天使（ニャイチンゲール）。
スモーク
灰色猫。よくタバコをくわえている。かなりの情報通な猫賭博師（ニャンブラー）。人間嫌いのせいか、ユーイチに「おえらい人間様ならどうするんだ」など、かなり皮肉気にしゃべるうえに、しょっちゅう喧嘩している。そのくせ他の猫にはひと（猫）一倍やさしいし、おせっかい。
アイン
緑茶猫。食いしん坊でかなり太っている。自称、著名な猫科学者（サイニャンティスト）。機械の改造はお手の物。
タイスケ
黒白猫。額に十字の傷を持つ猫武術（ニャンフー）使い。斑尾町最強の猫を目指してイエヤスと、何度も雌雄を決する勝負をしている。
イエヤス
オレンジ色の大柄なトラ猫。タイスケとは別の流派である猫拳法（ニャーシャルアーツ）を学ぶ。
コゼット
崎山砂子の飼い猫。ヒマラヤン。ほとんど家から出たことがなかったので、かなり世間知らずな面がある。思ったとおりの行動を、人間にとらせる能力がある（ニャペットマスター）。
マリア
ブラウンタビーのアメリカンショートヘアー。小谷可奈（こたにかな）の飼い猫。かなりの高ビーな歌手（ニャンドル）。犬猫や人間を歌で眠らせることができる。当猫に言わせると、歌で犬をけしかけることもできるらしい。

### 人間
崎山砂子（さきやま すなこ）
コゼットの飼い主。荻野優一と瀬尾忠保の同級生。
瀬尾忠保（せのお ただやす）
大の動物好き。一度見た猫ならわずかな差異を見極めて個体識別できるほど。荻野優一の友人で、幼馴染。獣医になるのが夢で、毎日のように荻野動物病院を訪れていて、荻野の両親には荻野動物病院を継いでくれるものと思われている。
荻野猪之助（はぎの いのすけ）
荻野優一の父親。荻野動物病院を開業している。

## 既刊一覧

### ミステリアス・キャッツ
- ミステリアス・キャッツ にゃぁ!にゃぁ!にゃぁ! ISBN 4-8291-6128-0
- ミステリアス・キャッツ2 みゃお!みゃお!みゃお! ISBN 4-8291-6143-4